# Kodeks 0100
Kodeks 0100 (Gregory-Aland no. 0100), ε 070 (Soden) – grecko-koptyjski kodeks uncjalny Nowego Testamentu na pergaminie, paleograficznie datowany na VII wiek. Rękopis przechowywany jest we Francuskiej Bibliotece Narodowej (Copt. 129,10) w Paryżu.

## Opis
Do dziś zachowała się 1 karta kodeksu (37 na 38 cm) z tekstem Ewangelii Jana (20,26-27.30-31). Tekst pisany jest dwoma kolumnami na stronę, 33 linijek w kolumnie.
Z tego samego rękopisu pochodzi karta skatalogowana jako 0195.
Tekst kodeksu Kurt Aland nie zaklasyfikował go do żadnej kategorii. Rękopis reprezentuje część lekcjonarza ℓ 963 i zdaniem Alanda powinien być klasyfikowany wśród lekcjonarzy, a nie majuskułów.
W Jana 20,31 przekazuje wariant ζωην αιωνιον; wariant wspierany jest przez rękopisy: א, C(*), D, L, Ψ, f13 it vgmss syrp, h copsa, copbo; większość rękopisów przekazuje wariant ζωην.
Fragment badany był przez Émile Amélineau, który też opublikował jego tekst. Gregory w 1908 roku dał mu siglum 0100. INTF datuje go na VII wiek.